# Climacia antillana
Climacia antillana är en insektsart som beskrevs av Alayo 1968. Climacia antillana ingår i släktet Climacia och familjen svampdjurssländor. Inga underarter finns listade i Catalogue of Life.